# Жуковский (лунный кратер)
Кратер Жуковский (лат. Zhukovskiy) — большой древний ударный кратер в экваториальной области обратной стороны Луны. Название присвоено в честь русского механика, создателя аэродинамики Николая Егоровича Жуковского (1847—1921); утверждено Международным астрономическим союзом в 1970 г. Образование кратера относится к нектарскому периоду.

## Описание кратера
Ближайшими соседями кратера являются кратер Хейфорд на северо-западе; кратер Мак-Мас на севере; кратер Лебединский, примыкающий к кратеру Жуковский на востоке; кратер Конгрев на юге и кратер Красовский на юго-западе. Селенографические координаты центра кратера 7°33′ с. ш. 167°17′ з. д. / 7,55° с. ш. 167,28° з. д., диаметр 82,1 км, глубина 2,8 км.
За длительное время своего существования кратер значительно разрушен и имеет полигональную форму. Вал значительно сглажен, в юго-восточной части перекрыт множеством кратеров различного размера. Внутренний склон вала шире в восточной части. Высота вала над окружающей местностью достигает 1360 м, объем кратера составляет приблизительно 6 098 км³. Дно чаши сравнительно ровное, немного южнее центра расположен приметный крупный кратер.

## Сателлитные кратеры
| Жуковский | Координаты                                              | Диаметр, км |
| --------- | ------------------------------------------------------- | ----------- |
| Q         | 6°14′ с. ш. 168°56′ з. д. / 6,23° с. ш. 168,93° з. д.   | 23,4        |
| T         | 7°57′ с. ш. 172°17′ з. д. / 7,95° с. ш. 172,28° з. д.   | 18,4        |
| U         | 8°31′ с. ш. 173°17′ з. д. / 8,51° с. ш. 173,29° з. д.   | 27,8        |
| W         | 9°43′ с. ш. 170°28′ з. д. / 9,71° с. ш. 170,47° з. д.   | 30,8        |
| X         | 10°29′ с. ш. 171°14′ з. д. / 10,49° с. ш. 171,24° з. д. | 29,4        |
| Z         | 9°50′ с. ш. 167°14′ з. д. / 9,83° с. ш. 167,23° з. д.   | 32,4        |

- Образование сателлитного кратера Жуковский W относится к позднеимбрийскому периоду[1].
- Образование сателлитного кратера Жуковский Z относится к эратосфенскому периоду[1].

## См.также
- Список кратеров на Луне
- Лунный кратер
- Морфологический каталог кратеров Луны
- Планетная номенклатура
- Селенография
- Минералогия Луны
- Геология Луны
- Поздняя тяжёлая бомбардировка